# Sentimenti
Sentimenti je studijski album kantavtorja Giannija Rijavca, ki je izšel pri založbi ZKP na zvočni kaseti in glasbeni CD plošči leta 1998.

## O albumu
Album nosi naslov po Giannijevi istoimenski prvi pesmi.
Večina ostalih pesmi na albumu pa so dueti z različnimi izvajalci, na posnetku 6 zapoje Gianni tudi skupaj z mamo Maro.

## Seznam posnetkov
Vse pesmi je napisal in uglasbil Gianni Rijavec, razen, kjer je drugače napisano.
| CD              | CD                                                      | CD              | CD                                         | CD              | CD      |
| Št.             | Naslov                                                  | Besedilo        | Glasba                                     | Priredba        | Dolžina |
| --------------- | ------------------------------------------------------- | --------------- | ------------------------------------------ | --------------- | ------- |
| 1.              | „Sentimenti‟                                            |                 |                                            | S. Fajon        | 2:47    |
| 2.              | „Veter nesi ji pozdrav‟                                 |                 |                                            | S. Fajon        | 3:49    |
| 3.              | „Vso srečo ti želim‟                                    |                 |                                            | S. Fajon        | 3:04    |
| 4.              | „Pusti času čas‟ (Gianni & Vladimir Čadež)              | M. Čermak       |                                            | S. Fajon        | 2:45    |
| 5.              | „Ti in jaz / Tu t'en vas‟ (Gianni & Simona Weiss)       | S. Weiss        | L. S. K. Crokaert, M. Parent, E. Vleminckx | A. Valenčić     | 4:09    |
| 6.              | „Iz trnja bo pognal rdeči cvet‟ (Gianni & Mara Rijavec) |                 |                                            | S. Fajon        | 3:38    |
| 7.              | „Sončno jutro‟ (Gianni & Deja Mušič)                    | B. Zajc         |                                            | S. Fajon        | 3:21    |
| 8.              | „Poljub‟ (Gianni & Miša Molk)                           | M. Molk         |                                            | S. Fajon        | 3:51    |
| 9.              | „Ranjeno srce‟ (Gianni & Vladimir Čadež)                |                 |                                            | M. Švagelj      | 3:00    |
| 10.             | „Zbogom sonce‟ (Gianni & Vladimir Čadež)                |                 |                                            | S. Fajon        | 3:35    |
| Skupna dolžina: | Skupna dolžina:                                         | Skupna dolžina: | Skupna dolžina:                            | Skupna dolžina: | 34:32   |

## Sodelovanje na festivalih
Nekatere pesmi z albuma so bile predstavljene na različnih festivalih:
- »Ranjeno srce« (posnetek 9): Melodije morja in sonca 1996 (Gianni skupaj s skupino Big Ben)
- »Pusti času čas« (posnetek 4): EMA 1998 (zasedla 2. mesto)
- »Zbogom sonce« (posnetek 10): Melodije morja in sonca 1998

## Sodelujoči
- Gianni Rijavec – vokal
- Vladimir Čadež – vokal na posnetkih 4, 9 in 10
- Simona Weiss – vokal na posnetku 5
- Mara Rijavec – vokal na posnetku 6
- Deja Mušič – vokal na posnetku 7
- Miša Molk – vokal na posnetku 8

### Kvartet Kresnice
poje na posnetku 9

### Mešani pevski zbor Trnovo pri Gorici
poje na posnetku 10

### Produkcija
- Aco Razbornik – tonski mojster (za posnetke 1–4, 6–8 in 10)
- Dejan Radičevič – tonski mojster (za posnetke 1–4, 6–8 in 10)
- Jurij Toni – tonski mojster (za posnetek 5)
- Matjaž Švagelj – tonski mojster (za posnetek 9)
- Sašo Fajon – producent
- Dejan Dubokovič – fotografije
- Sašo Radovanovič – fotografije
- Igor Mali – fotografije
- Jani Bavčer – oblikovanje
- Nina Bavčer – oblikovanje
- Partner Graf, Grosuplje – tisk